# Bountiful (Utah)
Bountiful é uma cidade localizada no estado norte-americano de Utah, no Condado de Davis.

## Demografia
Segundo o censo norte-americano de 2000, a sua população era de 41.301 habitantes.
Em 2006, foi estimada uma população de 41.161, um decréscimo de 140 (-0.3%).

## Geografia
De acordo com o United States Census Bureau tem uma área de
34,9 km², dos quais 34,9 km² cobertos por terra e 0,0 km² cobertos por água.

## Localidades na vizinhança
O diagrama seguinte representa as localidades num raio de 12 km ao redor de Bountiful.